# 2,2'-bipiridina
2,2'-Bipiridina é um composto químico com a fórmula (C5H4N)2. Este sólido incolor, comumente abreviado como bipy (de seu nome em inglês 2,2'-bipyridine, que se pronuncia "bip-ee"), é um isômero largamente utilizado da bipiridina.  É um quelante ligante bidentado, formando complexos com muitos metais de transição. Complexos de rutênio e platina de bipy exibem intensa luminescência, a qual pode ter aplicações práticas.

## Preparação e propriedades gerais
É preparado pela dehidrogenação de piridina usando níquel Raney.  Refletindo a popularidade de seu desenho ligante, muitos substituto de bipy tem sido descritos.
Complexos de bipiridina absorvem intensamente na parte visível do espectro. As transições eletrônicas são atribuídas a transferência de carga metal-ligante (MLCT).

## Complexos ilustrativos debipy
- Mo(CO)4(bipy), derivado de Mo(CO)6.
- RuCl2(bipy)2,[4] um útil precursor de complexos ligantes.
- [Ru(bipy)3]Cl2, um bem conhecido lumíforo.
- [Fe(bipy)3]2+ é usado para a análise colorimétrica de íons ferro.